# Église de Maxula-Radès
L'église de Maxula-Radès, située dans la ville de Radès en Tunisie, est une église catholique construite en 1911 à l'époque du protectorat français. Cédée au gouvernement tunisien en 1964, elle est actuellement abandonnée.

## Premiers édifices
À la fin du XIXe siècle, la présence d'un orphelinat tenu par des sœurs franciscaines d'Égypte de nationalité italienne permet aux chrétiens de se réunir pour prier. Le transfert des religieuses vers Tunis rend indispensable la création d'un lieu de culte permanent dans une ville qui voit sa population augmenter considérablement au fur et à mesure de la construction de nouvelles villas occupées pendant l'été et de l'afflux de nouveaux habitants encouragés par l'installation de deux internats dans la ville. La paroisse de Radès est créée en 1900.
Une chapelle provisoire intégralement construite en métal est bâtie. Le matériau de construction très particulier explique qu'« en hiver, on y gèle et en été, c'était une fournaise ».

## Historique de l'église pendant le protectorat

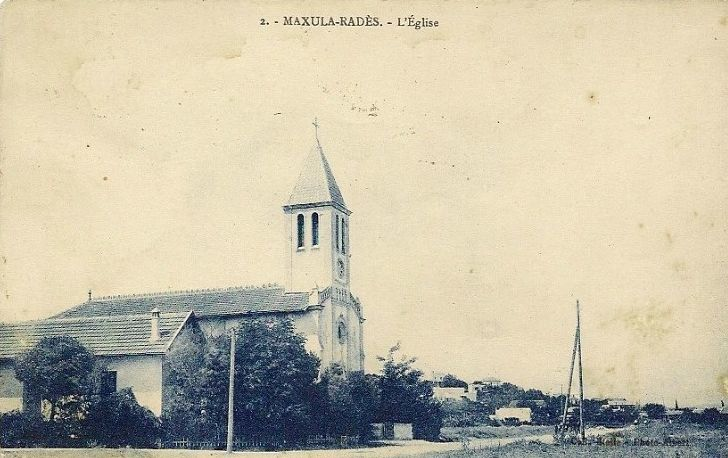
Vue de l'église dans les années 1920.

Les démarches pour la construction d'un lieu de culte permanent débutent en 1900 lorsque le conseil municipal de Maxula-Radès sollicite du gouvernement du protectorat l'octroi d'une subvention pour l'achat d'un terrain et la construction d'une église. Dans sa réponse du 15 novembre 1900, le secrétariat général du gouvernement rappelle qu'au nom de la séparation de l'Église et de l'État, ce dernier ne peut subventionner la construction d'un édifice religieux. Quant au terrain, la direction de l'agriculture ayant été consultée en vue de céder une parcelle a répondu que « le domaine de l'État ne possède à Radès aucun terrain susceptible d'être utilisé en vue de l'édification d'une église et d'un presbytère ». L'archevêque de Carthage, Monseigneur Clément Combes, n'a pas d'autre choix que d'acheter un terrain de 1 010 m2 pour la somme de 1 515 francs à deux particuliers, Mrs Foin et Miraude.

C'est l'abbé Martin, curé de Hammam Lif, qui se charge de dessiner les plans de l'édifice aidé par un entrepreneur, M. Nicolas. Le budget du chantier s'élève à 19 460 francs financés pour 13 500 francs par l'archevêché de Carthage, le solde provenant des dons des fidèles. L'église est inaugurée en 1911 et célébrée dans le journal du diocèse : 
« L'église est placée à égale distance de la colline où s'élèvent tant de gracieux chalets et de la plaine où se cachent, au milieu des jardins éternellement fleuris, les écoles et les villas françaises. Le clocher dominera la campagne verdoyante où serpente le Bône-Guelma à travers les vignes et la jolie plage où les baigneurs viennent chercher fraîcheur et santé. »
| Année | Baptêmes | Mariages | Sépultures |
| ----- | -------- | -------- | ---------- |
| 1900  | 12       | 1        | 0          |
| 1910  | 14       | 3        | 1          |
| 1920  | 31       | 8        | 9          |
| 1930  | 49       | 8        | 24         |
| 1940  | 48       | 11       | 17         |
| 1950  | 62       | 15       | 16         |
| 1960  | 6        | 2        | 4          |

## Bâtiment après l'indépendance
L'indépendance de la Tunisie en 1956 provoque le départ de la plupart des Européens. L'église est finalement fermée à l'occasion du modus vivendi signé entre le gouvernement tunisien et le Vatican le 10 juillet 1964. Le bâtiment est cédé gratuitement avec l'assurance qu'il ne sera utilisé qu'à des fins d'intérêt public compatibles avec son ancienne destination. Il est laissé ensuite à l'abandon.
Dans le cadre d'un projet de transformation en centre culturel, des travaux sont entamés en septembre 2022 avant d'être interrompus en décembre en raison de la découverte de citernes puniques qui font l'objet de fouilles par l'Institut national du patrimoine (INP). Le 5 juin 2023, un accord de coopération est signé entre l'INP et le centre national chinois de recherche archéologique pour étudier les pièces archéologiques, publier les résultats des recherches et entretenir, valoriser et préserver le site.

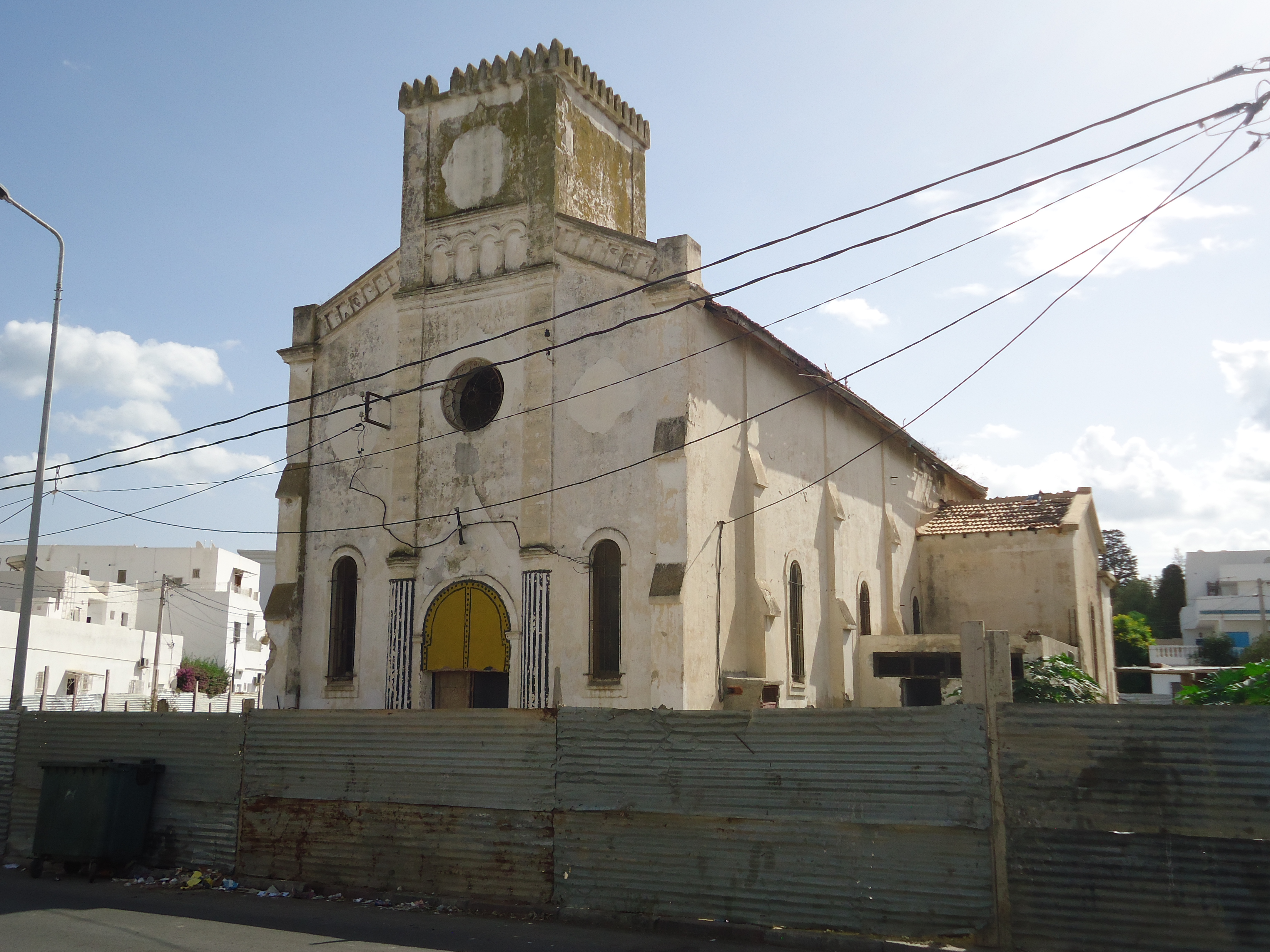
Entrée principale.
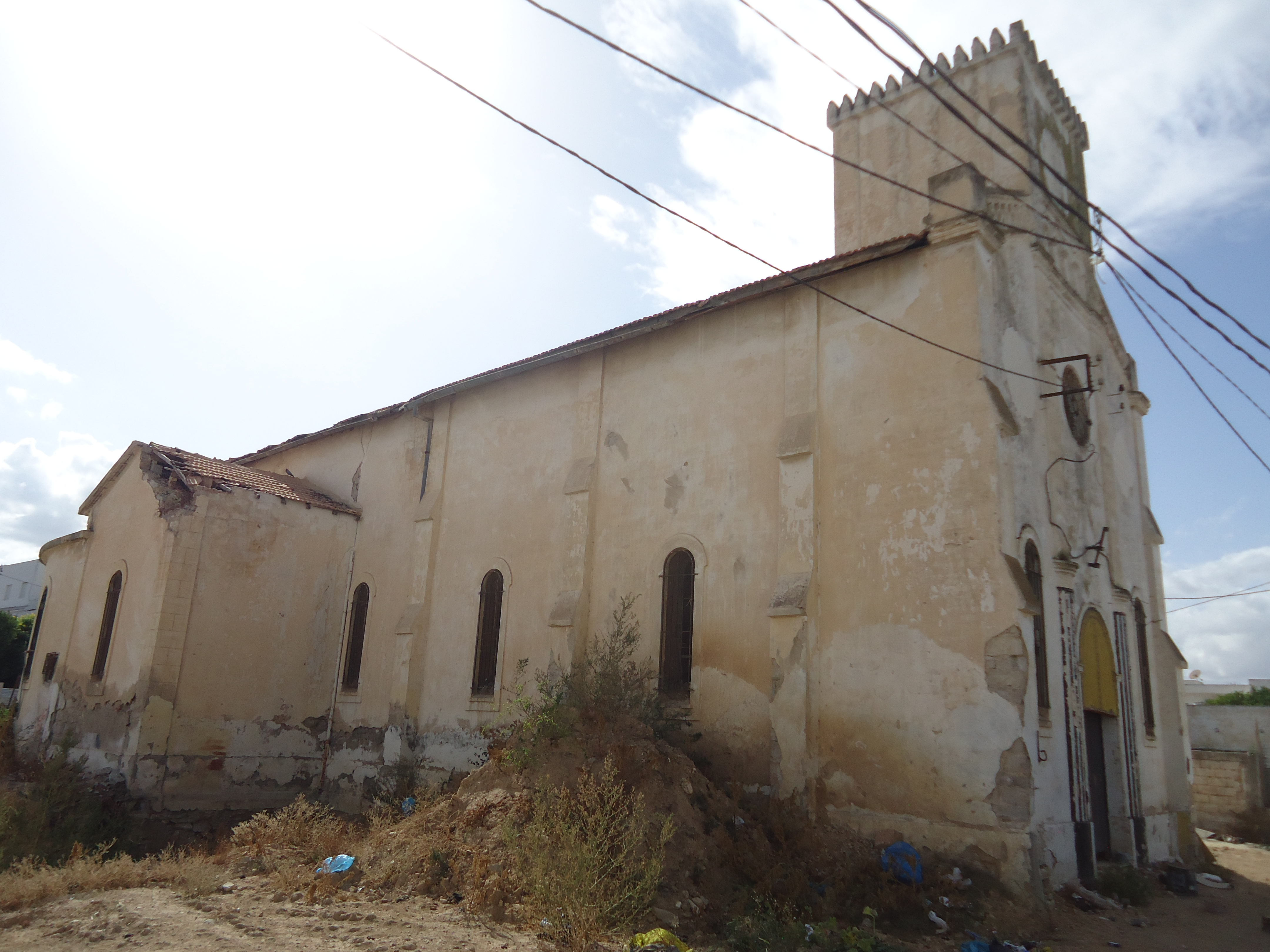
Côté est.
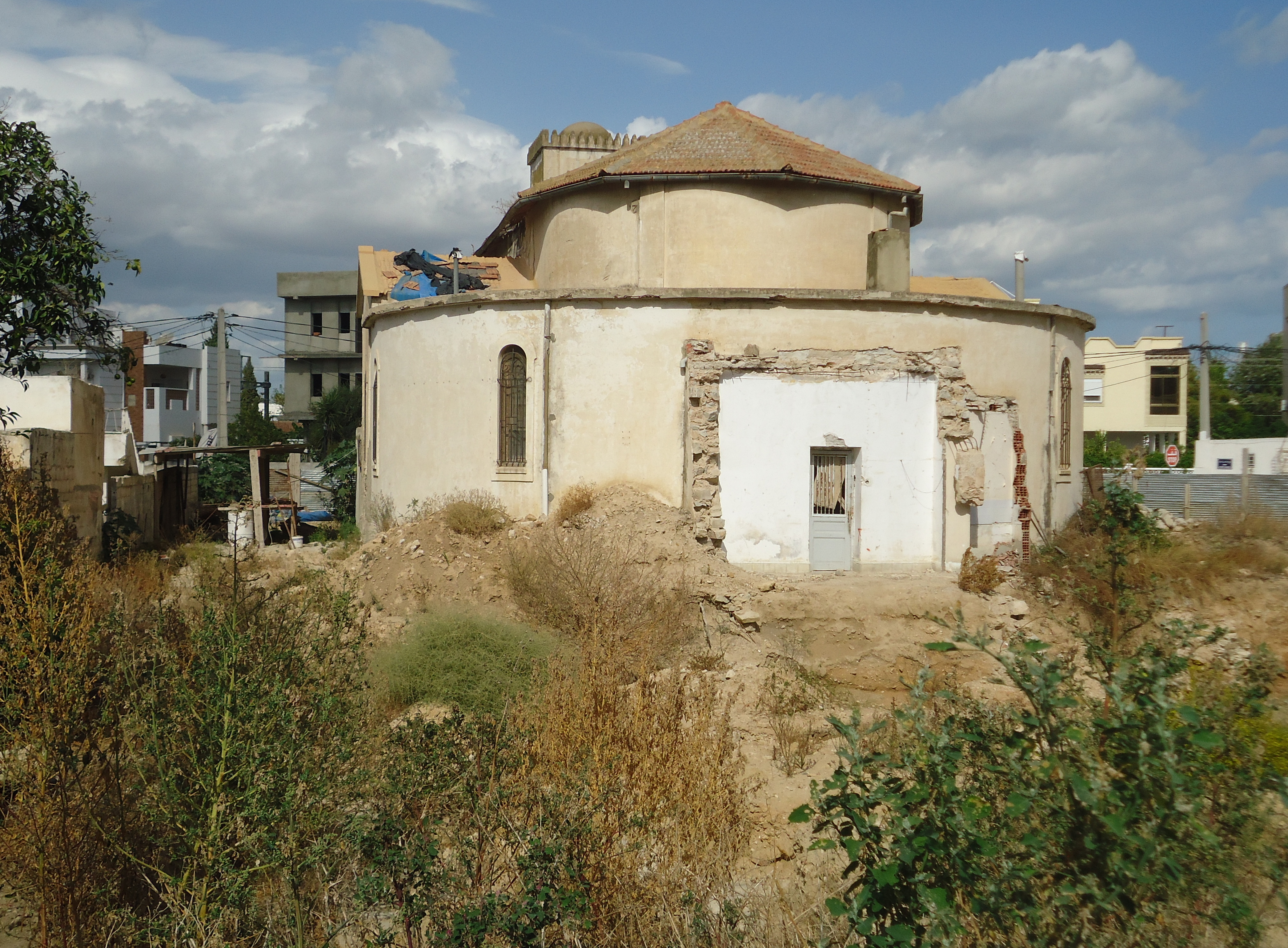
Côté sud.